# Савино (муниципальное образование город Новомосковск)
Савино — деревня в Тульской области России.
В рамках административно-территориального устройства входит в Гремячевский сельский округ Новомосковского района, в рамках организации местного самоуправления включается в муниципальное образование город Новомосковск со статусом городского округа.

## География
Расположена в 24 км к северо-востоку от райцентра, города Новомосковска.

## Население
| 2002 | 2010 |
| ---- | ---- |
| 451  | ↘397 |